# BD+20°307
BD+20°307 és un sistema estel·lar binari proper a uns 300 anys llum de distància a la constel·lació d'Àries. El sistema està envoltat per un anell de pols, i probablement orbitat per una nana blanca de 0,48M☉ en una òrbita àmplia (980 UA).
La pols que orbita al voltant de diversos centenars d'estrelles de la seqüència principal és freda i prové d'una regió anàloga del cinturó de Kuiper. Al Sistema solar, les col·lisions en curs entre asteroides generen un tènue núvol de pols conegut com la llum zodiacal. Quan el Sistema solar era jove, aquestes col·lisions eren més freqüents i la taxa de producció de pols probablement era moltes vegades més alta. Poques vegades s'ha trobat pols zodiacal al voltant d'estrelles molt més joves que el Sol. Només unes poques estrelles de la seqüència principal han revelat pols zodiacal càlida (>120 K).
S'ha informat d'una quantitat excepcionalment gran de partícules de pols de silicat càlides i petites al voltant de l'estrella de tipus solar BD+20°307 (HIP 8920, SAO 75016). La composició, la quantitat i la temperatura de la pols es poden explicar per col·lisions recents, freqüents o enormes entre asteroides o altres planetesimals les òrbites dels quals estan sent pertorbades per un planeta proper.

## Binari espectroscòpic
Les dues estrelles de la binària propera es consideren estrelles de tipus solar que són lleugerament més massives que el Sol. Les dues estrelles difereixen en temperatura efectiva només en ~250 K i tenen una relació de massa de 0,91. Els dues orbiten al voltant d'un centre de massa comú cada 3,42 dies. Dins dels espectres de les dues estrelles, les línies de Li mostren diferents amplades equivalents. La línia Li 6707 Å encara que feble es detecta només a partir de l'estrella primària, cosa que suggereix que és més antiga que 1 Gigaany. Si és així, la gran quantitat de pols zodiacal al voltant del binari deu ser d'una col·lisió molt gran i recent de planetesimals.

## Edat
Mesures recents indiquen que el sistema estel·lar binari té una edat de diversos milers de milions d'anys, comparable al Sistema solar.

## Núvol de pols
El núvol de pols que orbita BD+20°307 té aproximadament 1 milió de vegades més pols que la que orbita al voltant del Sol. A més, la pols està formada per partícules extremadament minúscules i la seva temperatura supera els 100 K, la qual cosa és inusualment alta. Es planteja la hipòtesi que, durant els darrers centenars de milers d'anys i potser molt més recentment, aquestes partícules es van formar per una col·lisió entre dos cossos semblants a la Terra. "És com si la Terra i Venus xoquessin", va dir el professor Benjamin Zuckerman, professor de física i astronomia de la UCLA. "Els astrònoms no havien vist mai res semblant abans. Pel que sembla, es poden produir col·lisions catastròfiques importants en un sistema planetari totalment madur." Aquesta hipòtesi explica per què la major part d'aquesta pols no s'ha convertit en espiral cap a BD+20°307, o encara no ha estat expulsada pels vents estel·lars. La National Science Foundation (NSF), la NASA, la Tennessee State University (TSU) i l'estat de Tennessee van finançar el treball de Zuckerman i els seus col·laboradors.

## Estrelles semblants al Sol amb pols calenta
A partir del 2006 hi havia 7 estrelles semblants al sol que tenien pols calenta a < 10 UA. Aquests són:
| Estrella  | Classificació estel·lar | Distància des de la Terra (al) | Constel·lació | Temperatura de la pols (o restes) (K) | Sistema                  | Ubicació de la pols (o restes) (UA) | Pols freda > 10 UA | Edat estel·lar (Mal) |
| --------- | ----------------------- | ------------------------------ | ------------- | ------------------------------------- | ------------------------ | ----------------------------------- | ------------------ | -------------------- |
| η Corvi   | F2V                     | 59                             | Corb          | > 80                                  | Unari                    | < 3.5                               | sí                 | 1500                 |
| HD 113766 | F3V                     | 424                            | Centaure      | ~440                                  | Binari                   | 1.8                                 | sí                 | ~10-16               |
| BD+20°307 | G0V                     | ~300                           | Àries         | > 100                                 | Binari                   | 1                                   | no                 | > 1000               |
| HD 72905  | G1.5Vb                  | 46.5                           | Ossa Major    | desconegut                            | Unari                    | 0.23                                | sí                 | 400                  |
| HD 12039  | G3-5V                   | 138                            | Balena        | 110                                   | company estel·lar proper | 4-6                                 | no                 | 7.5-8                |
| HD 69830  | K0V                     | 40.6                           | Popa          | desconegut                            | 3 planetes Neptú < 1 ua  | 1                                   | no                 | 2000 - 5000          |
| HD 98800B | K5Ve                    | ~150                           | Copa          | desconegut                            | Binari                   | 2.2 AU inner disk ~5.9 outer disk   | no                 | 10                   |